# Гимн Королевства Италия
Гимн Королевства Италии, известен также как Королевский марш и Королевская фанфара (итал. Marcia Reale d'Ordinanza и Fanfara Reale или же просто Marcia Reale) — государственный гимн Королевства Италия в период с 1861 по 1946 год. 
Музыка гимна Marcia Reale была написана в 1831-1834 годах итальянским композитором Джузеппе Габетти (Giuseppe Gabetti), во времена борьбы за объединение Италии в единое государство под властью Савойской династии и их королей, начале Карла Альберта, а затем Виктора Эммануила II. В тексте гимна восхваляется король и его власть и говорится, что Итальянские Альпы будут свободны от варваров, (тогда Северная Италия была под властью Габсбургов, с которыми итальянцы вели войны за свою независимость). Сам гимн состоял из вступления-фанфар длившихся 30 секунд и самого королевского марша. С образованием Королевства Италия в 1861 году гимн стал государственным. 
После прихода к власти в Италии фашистов, вместе с Marcia Reale исполнялся и гимн Национальной фашистской партии "Юность" (Giovinezza). В июле 1943 года после свержения фашистского режима, Королевский марш вновь стал единственным официальным гимном, вплоть до 1946 года, когда в Италии была упразднена монархия и создан республиканский строй.